# Chloroclystis phoenochyta
Chloroclystis phoenochyta là một loài bướm đêm trong họ Geometridae.